# Romanovca, Sîngerei
Romanovca este un sat din componența comunei Pepeni din raionul Sîngerei, Republica Moldova.